# Panzerabwehrhund

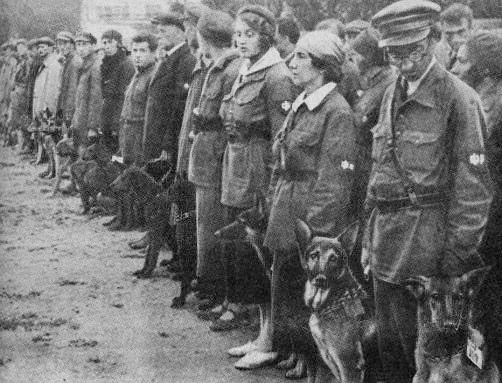
Ausbildung sowjetischer Militärhunde (1931)

Ein Panzerabwehrhund, auch bekannt als Minenhund oder Hundemine, war ein mit Sprengstoff beladener Hund, der dazu ausgebildet wurde, unter feindliche Panzer zu laufen. Auf der Oberseite der umgeschnallten Sprengvorrichtung befand sich ein Knickzünder, der die Ladung zur Detonation brachte.
Panzerabwehrhunde wurden von der Roten Armee während des Zweiten Weltkrieges ausgebildet, um Panzer der Wehrmacht zu bekämpfen. Sie wurden trainiert, unter einen Panzer zu kriechen, indem Nahrung unter einen Panzer gelegt wurde. Die Panzer sahen aus der Hundeperspektive aber in der Regel alle gleich aus; außerdem rochen die sowjetischen Panzer durch ihre Öle und Fette anders als die deutschen: So ergab sich das Problem, dass während einer Schlacht häufiger die eigenen Panzer, auf welche die Panzerabwehrhunde zuvor im Training konditioniert worden waren, und seltener die der Deutschen von den Hunden angelaufen wurden. Zudem waren die Panzerabwehrhunde zu ängstlich, um sich in die Richtung eines aktiven Panzers zu wagen, und liefen meist in Richtung der eigenen Reihen zurück, so dass sie zu einer Bedrohung für jeden auf dem Schlachtfeld wurden. Während der Schlacht um Moskau ist eine in Kirgisien aufgestellte Brigade mit 300 Hunden zum Einsatz gekommen, die 12 Panzer vernichtet haben soll, und dabei komplett aufgerieben wurde.
Auf deutscher Seite tauchen Presseberichte über den Einsatz von Panzerabwehrhunden erstmals im Oktober und November 1941 auf. In diesen wird berichtet (wobei diese Presseberichte aus der damaligen Zeit auch unter dem Aspekt der Propaganda betrachtet werden müssen), dass man deutscherseits die Hunde bei Annäherung teilweise erschossen habe, aber teilweise auch – infolge defekter oder nicht scharf gestellter Sprengladungen – anlocken und als eigene "Divisionshunde" dann später nutzen konnte. Der Kommandeur eines deutschen Panzerregimentes sagte ferner aus, dass ihm kein Fall bekanntgeworden sei, in dem es den Tieren gelang einen Panzer zu zerstören, sie hätten alle Hunde abgeschossen. Eine Studie des sowjetischen Generalstabes über die Schlacht bei Kursk bezeichnet den Einsatz dagegen als sehr effektiv. So seien bei der 67. Gardeschützendivision durch 16 Hunde 12 Panzer gesprengt worden.
Als die deutsche Armee vom Einsatz der Hunde als Panzerabwehrwaffen erfuhr, wurde unter dem Vorwand der Tollwutbekämpfung die sofortige Tötung der Hunde im Frontbereich angeordnet.
Zum Ende des Zweiten Weltkriegs wurden leistungsfähigere und einfachere Methoden der Panzerabwehr (z. B. Panzerabwehrhandwaffen) verfügbar. Daher ist es unwahrscheinlich, dass Panzerabwehrhunde noch eingesetzt wurden. Im Rahmen des Syrischen Bürgerkriegs wurden vom Islamischen Staat Hunde mit Sprengsätzen versehen und in Richtung irakischer Truppen geschickt.